# Дарибогова Ольга Олексіївна
Ольга Олексіївна Дарибогова (нар. 13 червня 1962, Київ) — українська дипломатка. В.о. постійного повноважного представника України при координаційних інститутах Співдружності Незалежних Держав з (2014).

## Життєпис
Ольга Дарибогова народилася 13 червня 1962 року в Києві. Магістр міжнародних відносин.
Працювала радником з питань культури і освіти Посольства України на Російській Федерації.
Була начальником управління міжнародних зв'язків Міністерства культури і туризму України.
З 2014 року виконувачка обов'язків постійного повноважного представника України при координаційних інститутах Співдружності Незалежних Держав.

## Нагороди та відзнаки
- Почесна грамота Кабінету Міністрів України (2012).[5]